# El Fuerte, Morelos
El Fuerte är en ort i Mexiko.   Den ligger i kommunen Totolapan och delstaten Morelos, i den sydöstra delen av landet, 50 km söder om huvudstaden Mexico City. El Fuerte ligger 1 925 meter över havet och antalet invånare är 304.
Terrängen runt El Fuerte är huvudsakligen kuperad, men åt nordväst är den bergig. Terrängen runt El Fuerte sluttar söderut. Runt El Fuerte är det ganska tätbefolkat, med 230 invånare per kvadratkilometer. Närmaste större samhälle är Cuautla Morelos, 19,5 km söder om El Fuerte. I omgivningarna runt El Fuerte växer huvudsakligen savannskog.